# 巴里·華生
巴里·華生（英語：Michael Barrett "Barry" Watson，1974年4月23日—）是美國的一位演員。他最著名的作品是在電視劇《第七天堂》中飾演Matthew "Matt" Camden角色。華生生在密歇根州特拉弗斯城。